# 2019冠状病毒病疫情对LGBT社群的影响
持续的2019冠状病毒病疫情凸显了边缘人群所经历的不平等， 并对LGBT社群产生了重大影响。同志骄傲活动在全球范围内或被推迟，或被取消。2020年，全球共有200多场同志骄傲庆祝活动被取消或延迟；作为应对，全球骄傲活动在互联网上举行。 LGBT人群的既有身体状况会因为更有可能罹患哮喘、HIV/AIDS、癌症、肥胖症等而导致他们如果一旦感染COVID-19就会加速其生存状况恶化；并且他们还更大几率有吸烟等不良嗜好。
此外，一些国家和领导人受到了人权观察及国际特赦组织等机构的批评，认为他们以疫情为借口而对包括LGBT社群在内的少数人群进行污蔑或迫害。

## 背景情况
联合国呼吁各国在计划、实施和评估抗击2019冠状病毒的措施时，应该急迫考虑该病毒对女同性恋、男同性恋、双性恋、跨性恋及性别多元人群（LGBT社群）的影响；2019冠状病毒病疫情对全球LGBT社群造成了不成比例的影响。
一项全球调查显示，在2019冠状病毒病疫情时，大约有30%的男同性恋者在家感到不安全。而有72%的受访者则表示，自疫情爆发后，他们一直感到焦虑。 而另一项关于加拿大保持社交距离政策对男同性恋、双性恋、跨性恋、酷儿或双灵男性影响的研究结论现实，应对大流行的控制措施可能严重影响他们的心理、社会和性健康。

### 健康方面
2019冠状病毒对世界各地边缘社群的健康产生了重大影响。LGBT人群不成比例地受到医疗条件的影响，这将导致他们在面对2019冠状病毒感染时会有更加不利情况。 根据美国疾病控制与预防中心的说法：
在调整年龄、性别及调查年份后，性少数人群比异性恋人群在自我报告中罹患癌症、肾病、慢性阻塞性肺病、心脏病（包括心肌梗塞、心绞痛、冠心病等）、肥胖症、烟瘾、糖尿病、高血压、哮喘和中风等疾病的几率要更高。同时性少数人群中少数民族或少数族裔出现上述集中健康状况的几率也要高于异性恋人群中的少数民族或少数族裔。
LGBT人群也不大可能拥有医疗保险，许多人报告了他们在寻求医疗保险时遭遇到了歧视、偏见和拒绝。医疗保险中的歧视、污名及财务障碍会导致LGBT人士避免寻求医疗保险的救助。而在全球范围内，2019冠状病毒病疫情的反复导致了对性少数群体性别确认手术及性别确认护理的厌恶，而这又加剧了他们的心理健康的负面情况。
在新冠疫情爆发之前，LGBT社群内部普遍存在心理健康与幸福感的悬殊；而在疫情爆发后，这种落差越发悬殊。因新冠疫情和校园关闭而遭受苦难的主要人群就包括LGBT社群。在新冠疫情期间，LGBT大学生将不得不面临安全住房、财务等问题，而其中最重要的又莫过于缺乏学生医疗保险。在没有大学提供学生服务的情况下，性少数人群在获得满足其医疗保健需求服务方面问题重重，例如激素替代疗法和心理健康服务。
与普通人群相比，LGBT人群更容易出现免疫功能低下或缺陷。 在应对2019冠状病毒病所造成的影响时，了解健康状况与边缘人群之间的关系非常重要。美国疾病控制与预防中心报告说，90%的住院患者在感染2019冠状病毒病之前已经至少罹患一种基础病。因为LGBT人群有更高的几率罹患某种基础病，所以如果他们感染了2019冠状病毒病，那么他们的生存机会将更加稀少。同时又因为LGBT人群罹患抑郁症及滥用药物的比例较高，所以为控制疫情而采用的社交距离限制政策将不可避免地使他们的情况更加恶化。而若是某人同为两个人口统计类别（例如既是LGBT人士又是移民或少数民族），那么他们的经济状况将更加脆弱并使得他们的健康状况更加危险。 而LGBT老人更有可能遭遇到孤立，因此他们也将面临其他健康问题。
国家卫生组织曾警告说，LGBT社群成员可能“特别容易”受到2019冠状病毒病的影响。这种风险增加的原因包括更高的癌症、艾滋病患病率和吸烟率，以及LGBT人群在医疗保险领域的歧视待遇。根据报道，LGBT族群成员的吸烟率要高于普通人群50%以上。 与此同时，由于LGBT青年的无家可归率更高，而在流浪者收容所等地方执行社交距离政策相对困难，这都导致他们的感染几率更高。
100多个LGBT权益组织联合签署了一份公开信，要求美国卫生官员想办法解决这些问题；公开信的签署方包括同性恋者反诋毁联盟、人权战线和兰姆达法律等。 这封公开信由LGBT全国癌症网络发起连署，得到了GLMA：医疗专业人士促进LGBTQ平等组织、全国酷儿亚太裔联盟、纽约跨性别倡导组织（New York Transgender Advocacy Group）、服务与宣传GLBT长者组织、惠特曼－沃克健康组织等机构的支持。

#### 生殖与性健康挑战
伴随着巨大的心理压力，LGBT人士也面临着更严重的2019冠状病毒病症状及更高死亡率的威胁。 医疗保健系统的中断使许多性别确认服务和医疗保健治疗停止。这给艾滋病毒感染者带来了额外的风险因素，他们在与医疗服务提供者在沟通及获得相应药物方面都面临着挑战。性别确认治疗者还面临着推迟手术或停止激素治疗的可能性。
与男性和变性女性发生性关系的男性群体是易感染艾滋病毒的关键人群。与艾滋病毒相关的医疗服务中断原因包括旅行禁令、缺乏交通工具以及在进一步获得此类服务方面缺乏相应的立法和政策。 尽管在疫情爆发之前，跨性别者也有可能无法活动激素药物及性别确认资料；但伴随疫情的出现，这样的情况越发严峻。而作为性工作者的跨性别者在获得性健康及生殖健康权利方面也面临着越来越大的挑战；并且由于对跨性别者的污名化，这导致他们不愿寻求医疗帮助。

### 社会方面
由于与家人和朋友的社交时间减少，许多人在疫情封锁期间感受到了社会孤立的影响。同时这种隔离以多种形式限制了社会支持网络。LGBT人群通常会认同从选择家庭所获得的支持，这些家庭是在他们社交网络中让他们感到安全并受到肯定的人群。 但封锁限制了LGBT人群的社交网络。 与异性恋及顺性别者相比，LGBT人士在疫情期间感受到的社会支持感通常较低。

#### 青年人群
人们还担心在2019冠状病毒病疫情期间里，LGBT人群可获得的社会支持和资源将减少，特别是那些无家可归和处于不安全家庭环境中的人群。 一些LGBT学生在平时上学期间被提前送回或干脆被迫隔离在并不支持他们的家庭里，这都导致他们罹患抑郁症和焦虑症的比例上升。 同时2019冠状病毒病疫情也导致LGBT青年在家庭暴力中成为受害者的案例数量在上升。 在疫情期间，许多LGBT人士，特别是年轻人转而向社交媒体寻找同伴、认同和支持。允许青少年使用的基于文本方式的聊天平台有助于提供青少年的安全感，因为他们不必担心被家庭过度控制。此外，这样的聊天平台也为青少年提供了一个安全的交流平台，让他们在日常交流之余不必担心感染和传播2019冠状病毒。
社会隔离限制了来自同龄人、家人和朋友的社会支持。这对那些缺乏支持家庭的LGBT年轻人来说，他们所受到的心理健康、幸福问题及归属感的影响最大。在这个前所未有的时代里，家庭关系及LGBT人士已有的社会支持系统正遭受着损害。而那些对家人出柜问题感到不安全的年轻人来说，他们的身心健康真面临额外的伤害。

#### 老年人群
在疫情期间，LGBT老年人群遭遇到的年龄歧视变得越发普遍。 同时老年人群和免疫力低下人群一样在感染2019冠状病毒病后更容易转变为重症。 并且在疫情期间，老年人群先前面临的障碍和不平等现象也在进一步加剧。由于同时遭受跨性别歧视和年龄歧视，一些年长的跨性别者表示他们缺乏社会支持。 而对于一些老年人来说，由于受到2019冠状病毒病疫情的影响，他们与LGBT社群严重脱节，导致他们无法与社群互动并参与相关活动。 与异性恋及顺性别老年人相比，LGBT老年人的独居比例更高并因此会遭遇更严重的社会隔离。 此外，约有四分之一的LGBT老年人士觉得自己在紧急情况下无人可联系。 因此一些老年人在疫情期间能够获得的社会支持和服务相对较少。由于成年的LGBT人士也更有可能与原生家庭的疏远，因此随着他们年龄的增长，他们越来越依赖选择家庭的支持。因此在疫情期间，LGBT老年人群相较于原生家庭跟依赖他们选择家庭的支持。
尽管LGBT老年人群在疫情流行期间遭遇了诸多挑战，但整个社群还是表现出强大的韧性并通过个人力量、社区关怀和家庭接纳等途径找到了适应方法。 同时许多LGBT约会网站也在各自的平台上分享了预防2019冠状病毒病的方法。

### 经济方面
2019冠状病毒病疫情导致各国失业率上升及个人财务安全性下降，而这对边缘人群来说则是尤其如此。在疫情流行之前，由于系统性歧视，跨性别及非二元性别人士就通常是低收入者或失业人士。 此外，LGBT人士又往往受雇于那些极容易受到疫情负面影响的行业。 例如有40%的LGBT人士就报告自己正从事受疫情严重影响的工作，例如为医院或食品服务机构工作。 一项针对男同性恋者的全球研究显示，许多人因为疫情而失业，并且他们则申请疫情相关救助资金时遇到各类问题。在这项研究报告中，他们报告他们会减少用餐开支，并预计他们的收入会减少30%。 与普通人相比较，美国LGBT人群的失业率会略高。同时，一些以LGBT为主题的组织、企业及社区收受到2019冠状病毒病及其负面经济冲击的影响也会更加严重。即便像石墙酒吧这样具有较强筹款能力的同志酒吧在目前情况下也是勉强度日，而那些缺乏筹款能力的同志酒吧则只能选择关门大吉。

## 延伸阅读
- Ben Hunte. . BBC新闻 (BBC). 2020-03-26  [2022-08-12]. （原始内容存档于2022-03-24） （英语）.